# 光學現象
光學現象是來自光和物質之間互動結果可以觀察到的事件。一般常見的光學現象通常是由來自太陽或月球的光與大氣、雲、水、灰塵和其他粒子相互作用，在大氣層中表现出的光學特性。其它現象可以是人為的光學效果或我們的眼睛产生的內眼學現象（幻影已經被排除）。
有許多現象肇因於光是粒子或波的本性。有些非常微妙，只有通過科學儀器的精密測量才能觀察到。一個著名的觀測是日食期間觀察到星光的偏折，這證明了相對論理論預測的空間彎曲。

## 列表

### 大气层中的光学现象

#### 因气体分子形成
日光穿过大气层时，因空气分子发生瑞利散射，所以晴天的天空是蓝色的，夕阳是红色的。
当来自太阳的带电粒子（太阳风）与极地的高层大气中的原子和分子碰撞会产生極光，类似的还有氣輝现象。

#### 因小水滴形成

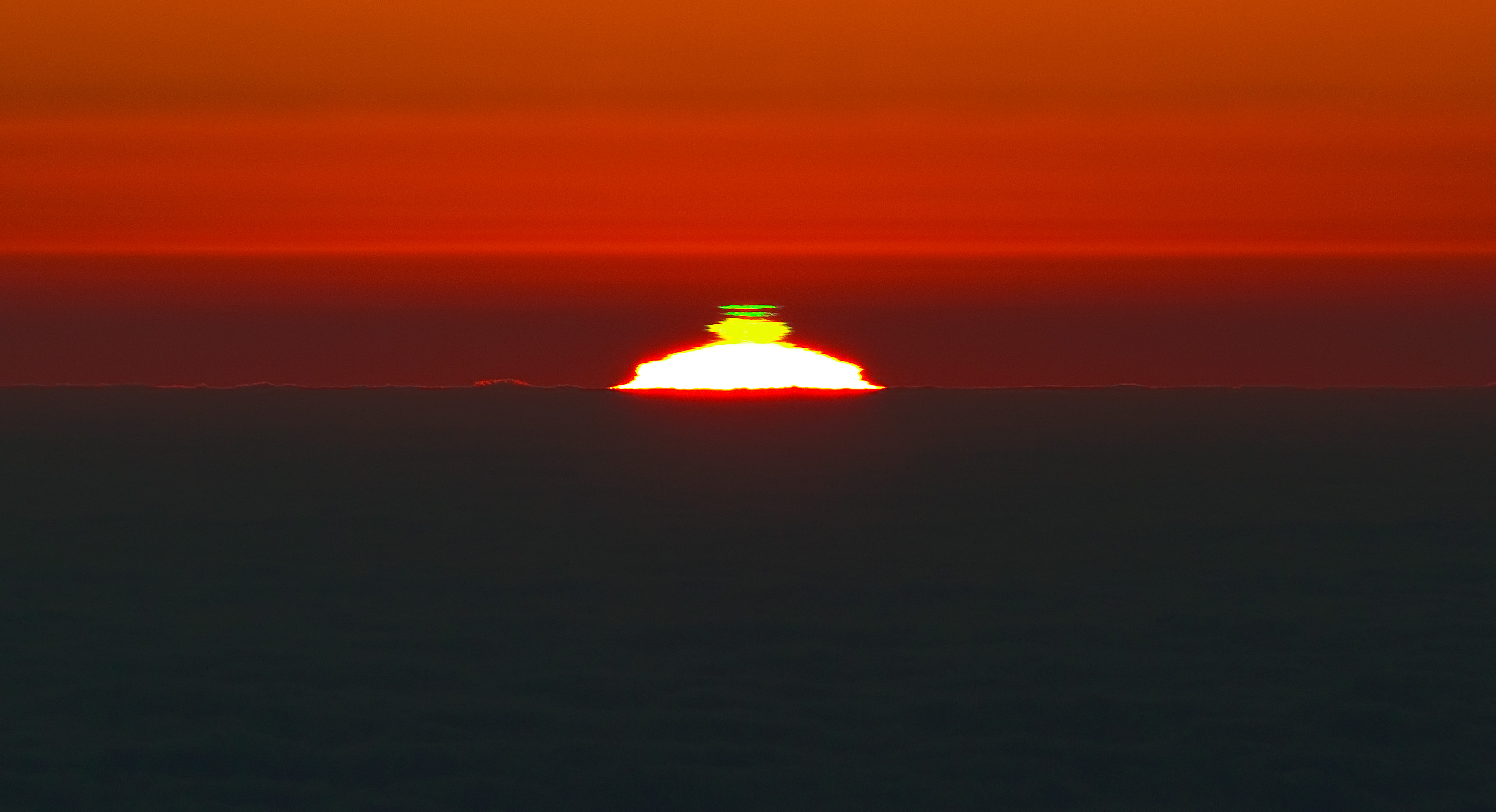
出現在太陽盤面上緣的綠閃光，通常只能維持1秒鐘左右。這是出現在帕瑞納山的一次。

太陽光经过大气中的小水滴折射和反射后会形成各种光学现象：一個常見的例子是彩虹，其它的如晚霞、月虹、海市蜃樓、複雜蜃景、綠闪光、華、光環（宝光）、彩雲在特定条件下也会被观察到。

#### 因冰晶形成

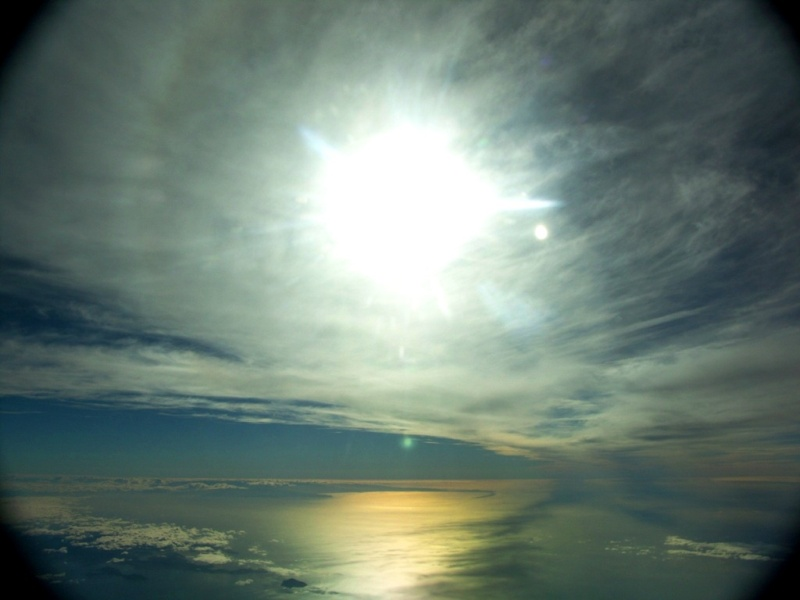
在南緯41°的日暈。

太陽光经过大气高空中的冰晶折射和反射后也会形成各种光学现象：如幻日、暈、環天頂弧、日柱、火彩虹等。

#### 其他
- 闪电：空气中云层内的冰晶和小水滴放电产生。
- 亞歷山大帶：在兩道彩虹（虹與霓）中間的暗帶。
- 反雲隙光
- 金星帶
- 藍月
- 曙暮光
- 地震光
- 廷得耳效應

經由三稜鏡產生的顏色通常是課堂展示的事例。

### 大气层外的光學現象
- 二色性（英语：Dichromatism）
- 對日照
- 暈彩
- 相對效應
- Sylvanshine（英语：Sylvanshine）
- 黃道光

### 光學效應
- 星芒（英语：Asterism (gemology)），像是藍寶石之星或紅寶石之星等似星的寶石。
- 輝光：圍繞在物體周圍的氣體或粉塵反射或發射出光的現象。
- 砂金效應：也稱為席勒效應，燦爛的寶石像是砂金石和日長石（太陽石）。
- 暗箱
- 焦散線
- 貓眼光：如貓眼的綠寶石或藍晶。
- 色偏振
- 陰極發光
- 繞射：當光波傳遞時遇到障礙物產生的明顯灣曲和展寬。
- 色散
- 方解石或其他礦物的雙折射。
- 雙狹縫實驗
- 電致發光
- 衰減波（消散波）
- 螢光，也稱為，光致發光或冷光。
- 磷光
- 米氏散射（為何雲是白的）
- 像是變色石的同分異構性
- 雲紋綢（雲波紋綢）
- 牛頓環
- 多色性寶石或晶體，看起來有許多顏色
- 偏振光：相關的現象像是雙折射或海丁格刷（海丁格刷狀極光）
- 瑞利散射（為何天空是藍色？落日是紅色？和相關的現象）
- 折射
- 聲致冷光
  - 蝦光現象：由一種鼓蝦發出的聲致冷光。
- 同步加速輻射
- 稜鏡將光分離成彩色
- 摩擦發光
- 則曼效應
- 湯姆遜散射
- 全反射
- 扭轉光
- 乌莫夫效应
- 光旅行通過太空或真空的能力。

### 內眼學現象
- 光線通過睫毛的繞射
- 海丁格刷（海丁格刷狀極光）
- 單眼複眼（或來自不同的視覺媒介邊界之間的反射polyplopia）
- 壓眼閃光：由來自光線以外的刺激（機械或電等等）使眼睛的桿細胞和錐細胞或視覺系統的其他神經元產生的光幻視
- 浦肯頁圖像

### 光學錯視
- 月球錯覺：月球升起或落下時大小的異常
- 天空碗：天空的形狀

### 尚無解釋的現象
有一些很可能是某種形式的光學現象，但仍未得到確定的解釋。有一些Template:Weasel-inline可能只是旅遊勝地在搞神秘，而不值得去研究。
- 馬法之光（marfa lights）[3]：晚上出現在美國德州馬法鎮（Marfa）沙漠的詭異圓形光。
- 赫斯達倫之光（Hessdalen lights）[4]：出現在挪威赫斯達倫山谷中的怪異光團。
- 小綠光（Min Min lights）[5]：出現在澳洲波德鎮（Bould）的異光。

- 沙拉托加之光（Light of Saratoga）[6]
- 納加火球（Naga fireballs）[7]：解夏節出現在湄公河上的火球。

## 進階讀物
- Thomas D. Rossing and Christopher J. Chiaverina, Light Science: Physics and the Visual Arts, Springer, New York, 1999, hardback, ISBN 0-387-98827-0
- Robert Greenler, Rainbows, Halos, and Glories, Elton-Wolf Publishing, 1999, hardback, ISBN 0-89716-926-3
- Polarized Light in Nature, G. P. Können, Translated by G. A. Beerling, Cambridge University Press, 1985, hardcover, ISBN 0-521-25862-6
- M.G.J. Minnaert, Light and Color in the Outdoors, ISBN 0-387-97935-2
- John Naylor "Out of the Blue: A 24-hour Skywatcher's Guide", CUP, 2002, ISBN 0-521-80925-8
- Abenteuer im Erdschatten (German).
- The Marine Observers' Log（页面存档备份，存于）

## 外部連結
- Atmospheric Optics（页面存档备份，存于） Reference site
- SpaceW（页面存档备份，存于） Site for reporting Aurora activity data
- Spaceweather.com（页面存档备份，存于） Official NASA site with many photos
- Astronomy in New Zealand Many atmospheric optical effect photos and descriptions